# Malvaloca (película de 1942)
Malvaloca es una película española de 1942 dirigida por Luis Marquina, sobre una obra de teatro homónima de los hermanos Álvarez Quintero. Debido al éxito que tuvo la película Amparo Rivelles, que solo tenía 17 años, firmó un buen contrato con los estudios CIFESA por tres años.

## Sinopsis
Una bella y simpática joven malagueña, a quien todos llaman Malvaloca, se ve forzada a tener amantes para llevar dinero a su casa, cuando se enamora de Leonardo, amigo y socio de su último amante. El drama se desata pues aunque él también la ama, deberán luchar contra el rechazo social que provoca ese noviazgo. Aparte de la acción dramática, la obra muestra la gracia y la espontaneidad de los diálogos típicos de las obras de los hermanos Quinteros. 

## Reparto
- Amparo Rivelles como Malvaloca.
- Alfredo Mayo como Leonardo.
- Manuel Luna como Salvador.
- Rosita Yarza como Juanela.
- Fernando Freyre de Andrade como Jeromo.
- Miguel Pozanco como Barrabás.
- Rafaela Satorrés como hermana Piedad.
- Pablo Hidalgo como Nogales.
- María López Morante como Teresona.
- Camino Garrigó como Mariquita.
- Angelita Navalón como Dionisia.
- Matilde Artero como Doña Enriqueta.